# Memorial Stadium (Clemson)
O Memorial Stadium é um estádio localizado em Clemson, Carolina do Sul, Estados Unidos, possui capacidade total para 81.500 pessoas, é a casa do time de futebol americano universitário Clemson Tigers football da Universidade Clemson. O estádio foi inaugurado em 1942.